# Гинце Птачек из Пиркштейна
Гинце Птачек из Пиркштейна (чеш. Hynce Ptáček z Pirkštejna) — богемский землевладелец и дворянин во времена правления Сигизмунда I Люксембургского,Гофмейстер и минцмейстер, регент королевских городов Богемии. Сын Яна Птачека из Пиркштейна.

## Происхождение
В семью Гинце Птачека входили: отец - Ян Птачек из Пиркштейна, мать - Йитка из Кунштата. Гинце Птачек из Пиркштейна унаследовал поместья Ратае-над Сазавоу и Польны, то есть замки Ратае, Пиркштейн и Польна принадлежали ему.
Родство с Яном Рогачем из Дубы происходит от его деда Яна Ежека Птачека, женой которого была Хедвика из Дубы (Рогач не был его дядей, более того, даже неизвестно, из какой ветви происходила Хедвика). Гинце женился на Анне из Нейгауза, от которой у него родилась дочь Маргарет Пиркштейн, другие дети не дожили до отрочества. Перед смертью он назначил Гинца опекуном Яна Чабелицкого из Сутице, который был его политическим союзником, другом и родственником (вероятно, племянником второго мужа его матери Йитки из Кунштадта). После смерти Гинце Птачека род Пиркштейнов погиб. В 1463 году Маргарита вышла замуж за Викторина из Подебарда, сына Йиржи из Подебрада.

## Биография
С 1420 г. он владел Ратае-над-Сазавой и вскоре он дослужился до высшего придворного мастера и мастера монетного двора Королевство Богемии и исполняющий обязанности регента королевских городов. Как умеренный представитель гуситов он сражался в 1434 году в Битва при Липане на стороне пражских феодалов. После смерти Сигизмунда I в 1437 г. он и Георгий Подебрадский, его протеже и будущий администратор провинции и король Богемии, присоединился к влиятельной группе дворян, бойкотировавших выборы зятя Сигизмунда, Альберта II, короля Богемии. Они пытались избрать польского короля Владислава III как нового короля Богемии. Затем они назначили брата Владислава Казимира IV Ягайло, которому в то время было всего одиннадцать лет. Казимир был избран оппозиционной группой, но не смог победить Альберта II. Альберт II умер в 1439 г. без наследников мужского пола, оставив трон пустым.
В 1440 году Гинце Птачек из Пиркштейна вместе с другими дворянами основал региональный Земский мир, чтобы поддерживать мир. В качестве лидера альянса Гинце Птачек созвал собрание в Чаславе в 1441 году, когда союз решил принять меры против барона-разбойника Яна Колда из Шампаха, который незаконно захватил несколько владений в Восточной Чехии. В 1443 году Гинце и Ян Чабелицкий захватил Пражский Град.
Гинце умер в 1444 году, не оставив наследников мужского пола и был похоронен в церкви Святого Матфея в Ратае-над-Сазавой.

## Гуситские войны
Хотя его отец Ян Птачек из Пиркштайна сражался вместе с Петром из Штернберка в битве при Живогоште против гуситов, Гинце Птачек присоединился к стороне умеренных гуситов. В 1430 году он был выбран в качестве одного из шести представителей поместья в делегацию, которая должна была защищать четыре пражских статьи в Нюрнберге. В 1434 году он присоединился к альянсу утраквистов и католиков, с которым он принял участие в завоевании Нового города в Праге 6 мая 1434 года, а затем в битве у Липан 30 мая (таким образом, он встал на сторону феодалов). Он был избран императором Сигизмундом Люксембургским в Регенсбурге на июльском собрании чешских и моравских имений. В 1435 году провинциальное правительство доверило ему командование армией, осадившей Таборитский замок Остромеч; По прошествии более двух месяцев отряд сдался под гарантии побега из тыла врага. Он активно участвовал в ряде других встреч и сообщений, которые должны были согласовать условия принятия Сигизмунда чешским королем. На конгрессе в Брно в июне 1435 года, где чешские сословия вели переговоры с императором и папскими легатами, он был одним из умеренных и вместе с Ольдржихом II из Рожмберка, Мейнхардом из Градеца и Альшом Голицким из Штернберка получил финансовую поддержку, предоставленных Базельским советом.

### Комментарии
1. В более ранней литературе Гинце Птачеку также приписывается функция мастера монетного двора Кутна Горы, эта информация также была перенесена в другие источники. Ян Чабелицкий из Сутице упоминается как мастер монетного двора уже в 1436 году, а также в 1440 году.
2.В более ранней богемской литературе Маргарет Пиркштейн иногда ошибочно называют Софией, возможно, из-за  второй жены Викторина из Подебрада.